# Любословие (Смирна)
Вижте пояснителната страница за други значения на Любословие.
„Любословие“ е първото българско списание, издавано в периода 1842 – 1846 година.
Издадено е от Константин Фотинов за пръв път през 1842 година в град Смирна. С него е поставено началото на българския периодичен печат.
През 1842 г. Фотинов отпечатва пробна книжка със заглавие „Любословие или периодическо списание разних ведении“ на малък формат в обем от 32 страници. Две години по-късно Фотинов издава „Любословие“ като месечно списание с променено заглавие, вече на голям формат, като всеки брой включва 16 печатни страници. Още в пробната книжка, в статията „Предисловие любочитателям“, както и в „Обявление“ (1844, кн. 1), Константин Фотинов очертава с приповдигнат тон задачите на списанието. Макар името „Любословие“ да е превод на гръцката дума „филология“, изданието си поставя по-обхватни задачи – да укрепи националното съзнание на българите и да повдигне самочувствието им чрез примери от тяхната собствена история.
По съдържание списанието „Любословие“ е енциклопедично издание, от каквото тогава българите имат нужда. То включва статии, свързани с областите история, национална просвета, български език, правопис, география, естествени науки, земеделие, търговия, занаяти, медицина, хигиена, религия и морал, политическа информация, литературни произведения. В него се поместват и редица интересни илюстрации. Съдържанието на списанието отговаря на задачите, които си поставя неговият редактор – да повдигне духа, националното самочувствие, културата, да подпомогне поминъка и да подобри бита на българското население.
„Любословие“ дава силно влияние върху образованието, особено на женското образование, за което се застъпва. То поставя и разглежда въпроса за литературния език, макар да застава на позициите на славянобългарската школа. Подпомага развитието на икономиката и културата. Фотинов притежава качества на отличен редактор. Той заимства от опита на някои чужди списания, помества множество преводни материали от гръцки, френски и руски език. Пише и много от оригиналните статии в списанието. За сътрудници привлича редица български книжовници, сред които е и Васил Априлов. „Любословие“ излиза при тежки условия. То минава през две цензури – на гръцката патриаршия и на турското правителство. Въпреки помощта на някои български търговци в Цариград, списанието не може да покрие разходите си и след кн. 24 е спряно.

## Изследвания
- Пундев, В. „Гръцко-български литературни сравнения“ – в Списание на Българската академия на науките, 38, 1929, 147 – 165
- Данова, Н. Константин Георгиев Фотинов в културното и идейно-политическото развитие на Балканите през XIX век. С., 1994